# NK Graničar Legrad
NK Graničar je nogometni klub iz Legrada.
Trenutačno se natječe se u 1. ŽNL Koprivničko-križevačkoj.